# Parque nacional Kavir
El parque nacional Kavir es un área esteparia árida y desértica iraní protegida, al igual que otros muchos lugares, desde mediados de la década de 1970. Situada a unos 100 km al sureste de Teherán, limita al noroeste con el desierto salado de Kavir.
Su relieve lo forman una cadena de montañas rocosas y unas llanuras aluviales junto a ellas. La altura de las llanuras varía entre los 800 y los 1100 m s. n. m., mientras que la reserva alcanza su máxima cota en Siah-Kuh, con 2015 m. La vegetación escasea y muchas zonas permanecen desnudas durante las sequías largas; sin embargo, las lluvias y nieves del invierno hacen florecer el yermo.
Su fauna es típica de los desiertos iraníes, incluyendo especies como el gato de las arenas. También es el hábitat de especies difíciles de encontrar, como el guepardo asiático y la avutarda hubara.
Dentro del parque existe un caravasar mandado construir por el sah Abás el Grande (1587-1629).